# Morlanwelz
Morlanwelz (în valonă Marlanwè) este o comună francofonă din regiunea Valonia din Belgia. Comuna Morlanwelz este formată din localitățile Carnières, Mont-Sainte-Aldegonde și Morlanwelz-Mariemont. Suprafața sa totală este de 20,26 km². La 1 ianuarie 2008 avea o populație totală de 18.813 locuitori. 
Comuna Morlanwelz se învecinează cu comunele La Louvière, Manage, Chapelle-lez-Herlaimont, Anderlues și Binche.

## Personalități
- Elio Di Rupo (n. 1951), premier al Belgiei

## Localități înfrățite
- Italia: Villarosa;
- Polonia: Pleszew;
- Franța: Le Quesnoy;
- România: Blaj.